# The Land Thieves

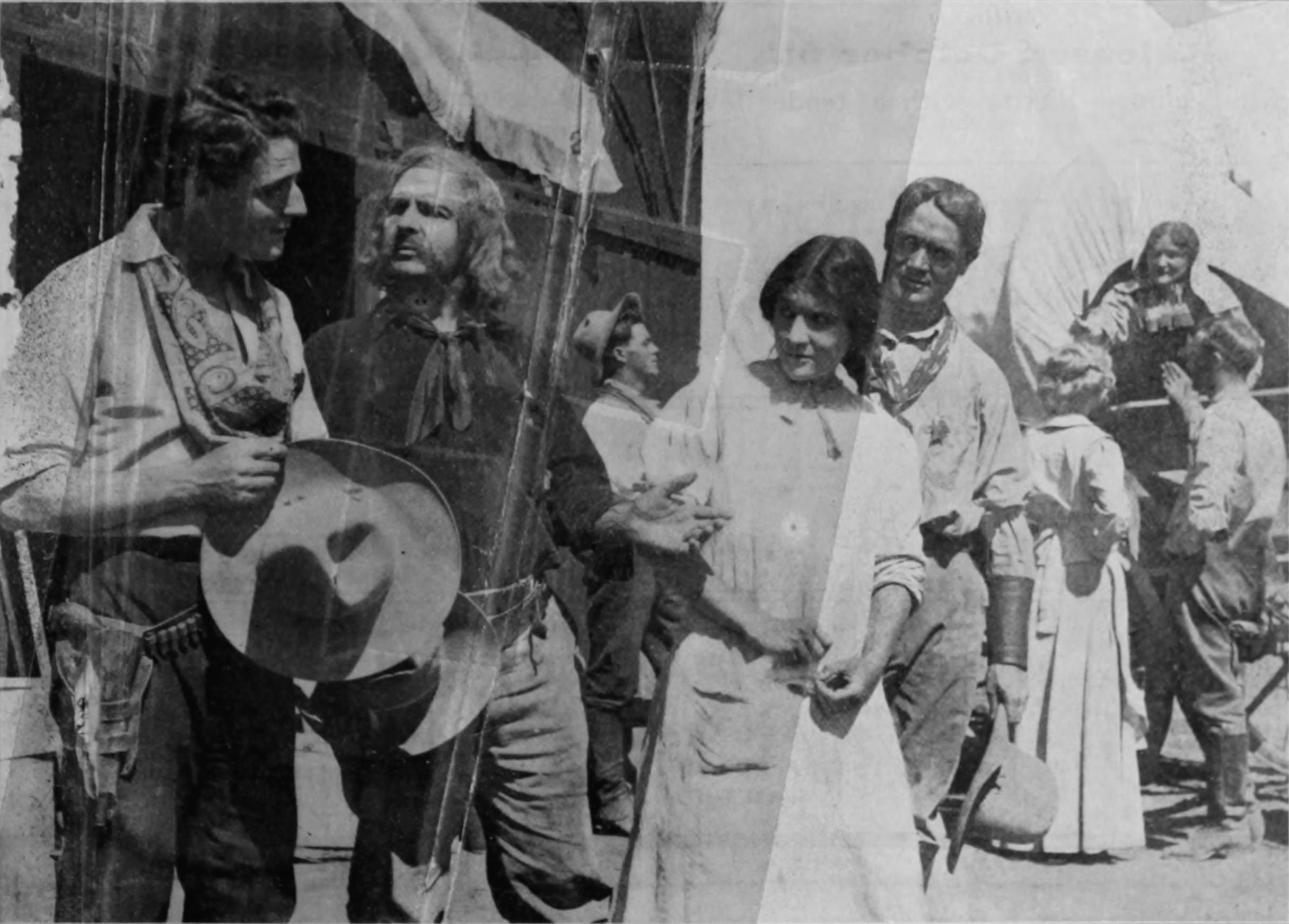
Scène du film imprimé dans un magazine

The Land Thieves est un film muet américain réalisé par Allan Dwan et sorti en 1911.

## Fiche technique
- Réalisation : Allan Dwan
- Date de sortie : États-Unis : 9 octobre 1911

## Distribution
- J. Warren Kerrigan : Jim Haden
- Pauline Bush : Margaret Wilson
- George Periolat : George Wilson
- Louise Lester : Mrs Wilson
- Jack Richardson